# پروتزهای دندانی

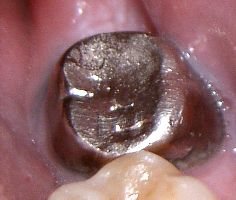
تاج دندان

پروتز دندان یا بَرسازهٔ دندانی یک پروتز داخل دهانی است که برای ترمیم (بازسازی) نقص دندان‌های از دست رفته و از بین رفتگی ساختارهای نرم یا سخت فک و کام استفاده می‌شود.
پروتزدرمانی یکی از تخصص‌های دندان‌پزشکی است که بر روی پروتزهای دندانی تمرکز دارد. از چنین پروتزهایی برای توانبخشی (جویدن)، بهبود زیبایی‌شناسی و گفتار کمک گرفته می‌شود. پروتز دندان ممکن است با اتصال به دندانها یا ایمپلنت‌های دندانی، با مکش یا با نگه داشتن منفعل توسط عضلات اطراف، در محل اتصال یابد. مانند سایر انواع پروتزها، پروتزهای دندانی نیز می‌توانند به‌طور دائم ثابت یا جدا شونده باشند.
پروتزهای ثابت و پروتزهای قابل جابجایی در بسیاری از مدل‌ها ساخته می‌شوند. در پروتزهای ثابت دندانی برای چسباندن به دندان یا کاشت دندان از چسب یا پیچ‌های دندان استفاده می‌شود. پروتزهای متحرک در دهان بیمار قرار می‌گیرد اما پس از مدتی می‌توانند توسط بیمار از دهان خارج و مجدد در بر روی دندانهای گذاشته شوند. در واقع در پروتزهای متحرک هیچ قانونی برای چسباندن آنها به دندانها وجود ندارد و بیمار می‌تواند هر زمانی که بخواهد از آنها استفاده کند یا آنها را کنار بگذارد.